# Banks (Oregon)
Banks é uma cidade localizada no estado norte-americano de Oregon, no Condado de Washington.

## Demografia
Segundo o censo norte-americano de 2000, a sua população era de 1286 habitantes. 
Em 2006, foi estimada uma população de 1587, um aumento de 301 (23.4%).

## Geografia
De acordo com o United States Census Bureau tem uma área de 
0,9 km², dos quais 0,9 km² cobertos por terra e 0,0 km² cobertos por água.

## Localidades na vizinhança
O diagrama seguinte representa as localidades num raio de 20 km ao redor de Banks. 